# 汝兰
汝兰（学名：Stephania sinica）为防已科千金藤属的植物，又称华千金藤，为中国的特有植物。分布于中国大陆的云南、贵州、湖北、四川等地，生长于海拔300米至2,500米的地区，一般生于林中沟谷边，目前尚未由人工引种栽培。
其种加词sinica，意为“中华的”。